# Love CPR
Love CPR är det fjärde studioalbumet av den svenska artisten September. Det släpptes digitalt den 14 februari 2011 och två dagar senare även som fysisk CD. Albumet tog emot främst positiv kritik och låg etta på Sverigetopplistan i tre veckor. Det har sålt över 100.000 exemplar.
Den första singeln ifrån albumet var Mikrofonkåt som släpptes den 12 november 2010. Låten är en cover av den svenska raparen Petters låt. Mikrofonkåt blev en stor succé i Sverige och låg etta på singellistan i hela elva veckor. Bara en vecka sedan Mikrofonkåt släppts var det dags för nästa singel - Resuscitate Me, låten noterade endast en 45:e plats som bäst. Den engelska versionen av Mikrofonkåt, Me & My Microphone gavs ut den 11 februari 2011 som den första internationella singeln.

## Låtlista
| 1.  | Party in My Head                            | Wayne Hector, Lucas Secon, Daniel Davidsen, Peter Wallevik, Mich Hansen                     | Lucas Secon, Cutfather, Daniel Davidsen, Peter Wallevik, | 4:17 |
| 2.  | Resuscitate Me                              | Hector, Secon, Cutfather, Jonas Jeberg                                                      | Jonas Jeberg, Cutfather                                  | 3:17 |
| 3.  | Something's Going On                        | Jonas von der Burg, Niklas von der Burg, Anoo Bhagavan                                      | Jonas von der Burg                                       | 3:07 |
| 4.  | Intimate Connection                         | Petra Marklund, Naiv, Jake, Marcellus                                                       | Naiv                                                     | 3:35 |
| 5.  | Heat Rising                                 | Patric Sarin, Marklund, Jaakko Salovaara, Sharon Vaughn                                     | Jaakko Salovaara, Patric Sarin                           | 3:55 |
| 6.  | Walk Away                                   | Christian Fast, Marklund, Didrik Thott, Sebastian Thott                                     | Didrik Thott, Sebastian Thott                            | 3:51 |
| 7.  | Ricochet                                    | Christian Fast, Marklund, D. Thott, S. Thott                                                | Didrik Thott, Sebastian Thott                            | 2:54 |
| 8.  | Hands Up                                    | Fast, D. Thott, Bergwall, Marklund                                                          | Niklas Bergwall                                          | 3:36 |
| 9.  | Me & My Microphone                          |                                                                                             |                                                          | 2:45 |
| 10. | Music                                       | Marklund, Naiv, Karl Johan Råsmark                                                          | Naiv                                                     | 3:47 |
| 11. | My Emergency                                | Sarin, Marklund, Salovaara, Fast, D. Thott                                                  | Jaakko Salovaara, Patric Sarin                           | 3:38 |
| 12. | Walk Alone                                  | J. Burg, N. Burg, Bhagavan                                                                  | Jonas von der Burg                                       | 2:51 |
| 13. | White Flag                                  | Marklund, Erik Lewander, Hayden Bell, Hayley Aitken, Iggy Strange Dahl, Sarah Lundbäck-Bell | Lewander, Stonebridge                                    | 3:04 |
| 14. | Bump and Grind                              | J. Burg, N. Burg, Bhagavan                                                                  | Jonas von der Burg                                       | 4:16 |
| 15. | Baksmälla (featuring Petter)                |                                                                                             |                                                          | 3:37 |
| 16. | Kärlekens tunga                             |                                                                                             |                                                          | 3:10 |
| 17. | Mikrofonkåt                                 |                                                                                             |                                                          | 2:46 |
| 18. | Vem ska jag tro på                          |                                                                                             |                                                          | 3:29 |
| 19. | Teddybjörnen Fredriksson                    |                                                                                             |                                                          | 4:09 |
| 20. | Nobody Knows (Digital Download Bonus Track) |                                                                                             |                                                          | 2:57 |

| 1.  | Party in My Head           | Wayne Hector, Lucas Secon, Daniel Davidsen, Peter Wallevik, Mich Hansen                     | Lucas Secon, Cutfather, Daniel Davidsen, Peter Wallevik, | 4:17 |
| 2.  | Resuscitate Me             | Hector, Secon, Cutfather, Jonas Jeberg                                                      | Jonas Jeberg, Cutfather                                  | 3:17 |
| 3.  | Something's Going On       | Jonas von der Burg, Niklas von der Burg, Anoo Bhagavan                                      | Jonas von der Burg                                       | 3:07 |
| 4.  | Intimate Connection        | Petra Marklund, Naiv, Jake, Marcellus                                                       | Naiv                                                     | 3:35 |
| 5.  | Heat Rising                | Patric Sarin, Marklund, Jaakko Salovaara, Sharon Vaughn                                     | Jaakko Salovaara, Patric Sarin                           | 3:55 |
| 6.  | Walk Away                  | Christian Fast, Marklund, Didrik Thott, Sebastian Thott                                     | Didrik Thott, Sebastian Thott                            | 3:51 |
| 7.  | Ricochet                   | Christian Fast, Marklund, D. Thott, S. Thott                                                | Didrik Thott, Sebastian Thott                            | 2:54 |
| 8.  | Hands Up                   | Fast, D. Thott, Bergwall, Marklund                                                          | Niklas Bergwall                                          | 3:36 |
| 9.  | Me & My Microphone         |                                                                                             |                                                          | 2:45 |
| 10. | Music                      | Marklund, Naiv, Karl Johan Råsmark                                                          | Naiv                                                     | 3:47 |
| 11. | My Emergency               | Sarin, Marklund, Salovaara, Fast, D. Thott                                                  | Jaakko Salovaara, Patric Sarin                           | 3:38 |
| 12. | Walk Alone                 | J. Burg, N. Burg, Bhagavan                                                                  | Jonas von der Burg                                       | 2:51 |
| 13. | White Flag                 | Marklund, Erik Lewander, Hayden Bell, Hayley Aitken, Iggy Strange-Dahl, Sarah Lundbäck-Bell | Lewander, Stonebridge                                    | 3:04 |
| 14. | Bump and Grind             | J. Burg, N. Burg, Bhagavan                                                                  | Jonas von der Burg                                       | 4:16 |
| 15. | Nobody Knows (Bonus Track) |                                                                                             |                                                          | 2:57 |

## Listplaceringar
| Lista (2011)           | Topplacering |
| ---------------------- | ------------ |
| Finländska albumlistan | 26           |
| Svenska albumlistan    | 1            |

| Land    | Certifiering |
| ------- | ------------ |
| Sverige | Platina      |

## Släpphistorik
| Region       | Datum            | Format      | Skivmärke     |
| ------------ | ---------------- | ----------- | ------------- |
| Skandinavien | 14 februari 2011 | Nedladdning | Catchy Tunes  |
| Skandinavien | 16 februari 2011 | CD          | Catchy Tunes  |
| Polen        | 25 februari 2011 | CD          | Magic Records |

### Fotnoter
1. 1 2  ”Arkiverade kopian”. Arkiverad från originalet den 13 maj 2011. https://web.archive.org/web/20110513211256/http://tedelaine.se/show/?tag=love-cpr. Läst 9 april 2011.
2. ↑  ”September – Love CPR”. finnishcharts.com. Hung Medien. http://finnishcharts.com/showitem.asp?interpret=September&titel=Love+CPR&cat=a. Läst 25 februari 2011.
3. ↑  ”September – Love CPR”. swedishcharts.com. Hung Medien. http://swedishcharts.com/showitem.asp?interpret=September&titel=Love+Cpr&cat=a. Läst 25 februari 2011.
4. ↑  ”Veckolista Album – Vecka 8”. Sverigetopplistan. Swedish Recording Industry Association. 25 februari 2011. https://www.sverigetopplistan.se/chart/54?dspy=2011&dspp=8. Läst 25 februari 2011.
5. ↑  ”Love CPR by September - Preorder”. iTunes. http://itunes.apple.com/se/preorder/love-cpr/id410901805. Läst 29 december 2010.
6. ↑  ”Love CPR - September - Musik”. CDON.COM. http://cdon.se/musik/september/love_cpr-13455476. Läst 9 februari 2011.
7. ↑  ”September - Love CPR at magic RECORDS”. Magicrecords.pl. Arkiverad från originalet den 25 april 2012. https://web.archive.org/web/20120425233106/http://www.magicrecords.pl/katalog.idp_861. Läst 19 februari 2011.